# Москва-Южный Порт

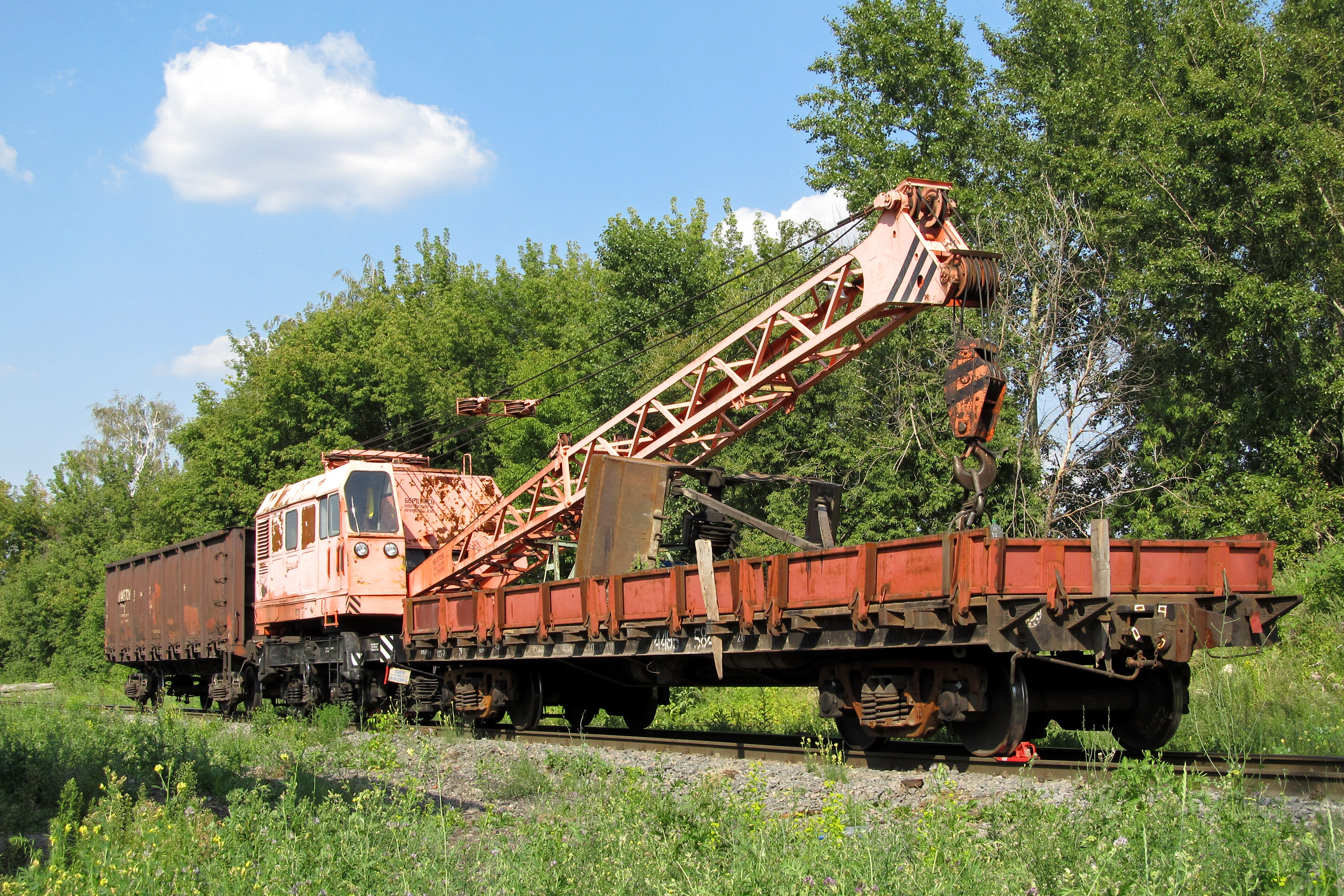
Самоходный ЖД кран в парке Южная Гавань, 2012 г.

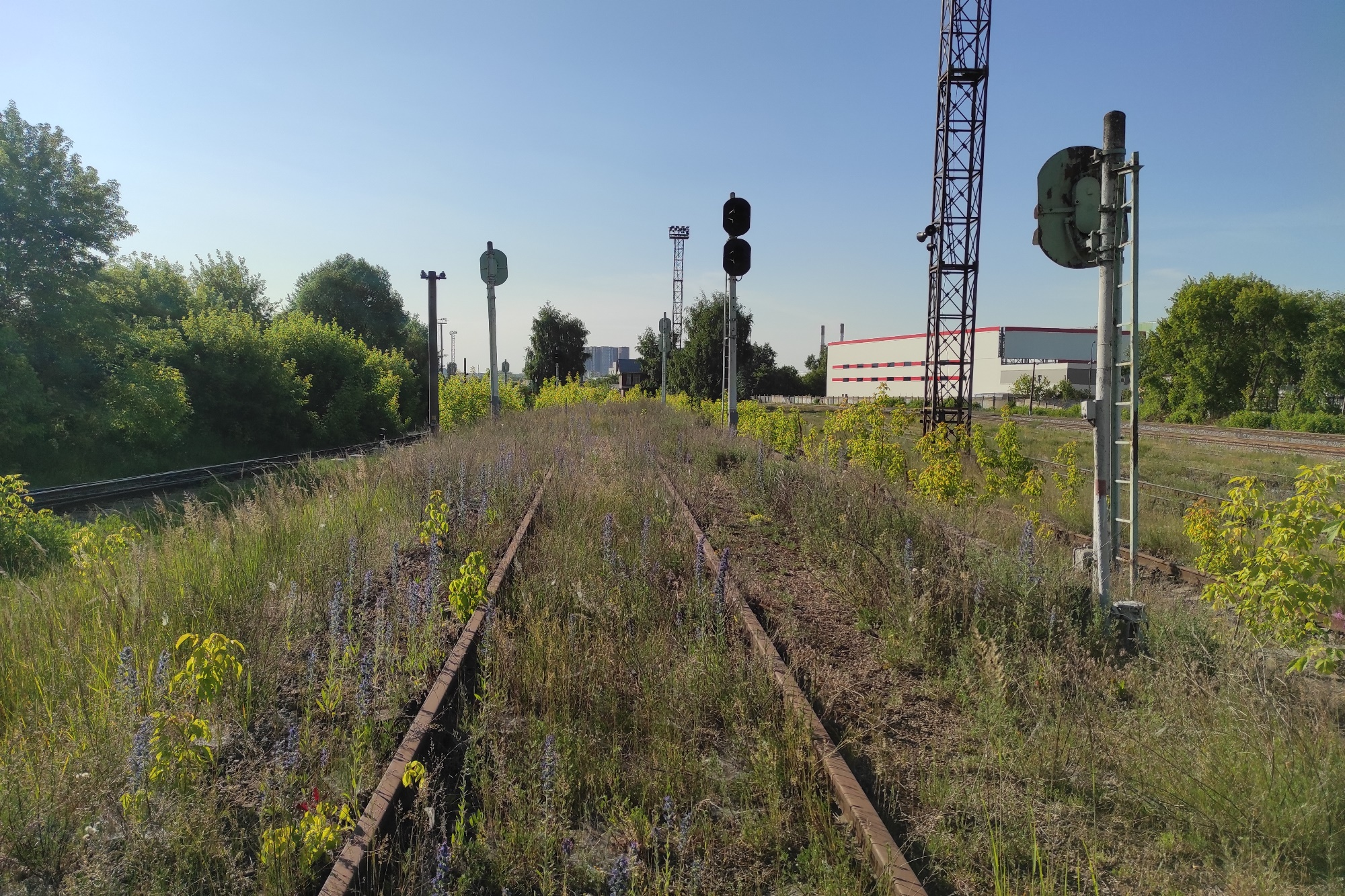
Маневровая горка станции Южный Порт

Москва́-Ю́жный Порт — железнодорожная станция Малого кольца Московской железной дороги в Москве. Входит в Московско-Курский центр организации работы железнодорожных станций ДЦС-1 Московской дирекции управления движением. По основному применению является промежуточной, по объёму работы отнесена к 4 классу. Ранее была грузовой станцией 2 класса.

## Расположение
Станция находится на ответвлении от главного хода Малого кольца (от станции Угрешская) к станции Люблино-Сортировочное. Включает два парка — парк Южный Порт на самой ветке и тупиковый парк Южная Гавань на дополнительном ответвлении в сторону Южного речного порта.
Находится к востоку от метро «Кожуховская» и северо-западу от метро «Печатники», рядом с электродепо «Печатники», к северу от грузовых причалов Южного порта. Из южной горловины станции выходят пути к метродепо «Печатники» и к станции Люблино-Сортировочное Курского хода. Из северной горловины станции выходят пути к территории бывшего АЗЛК, территории Южного порта и станции Угрешская.

## Гейт метрополитен / железная дорога

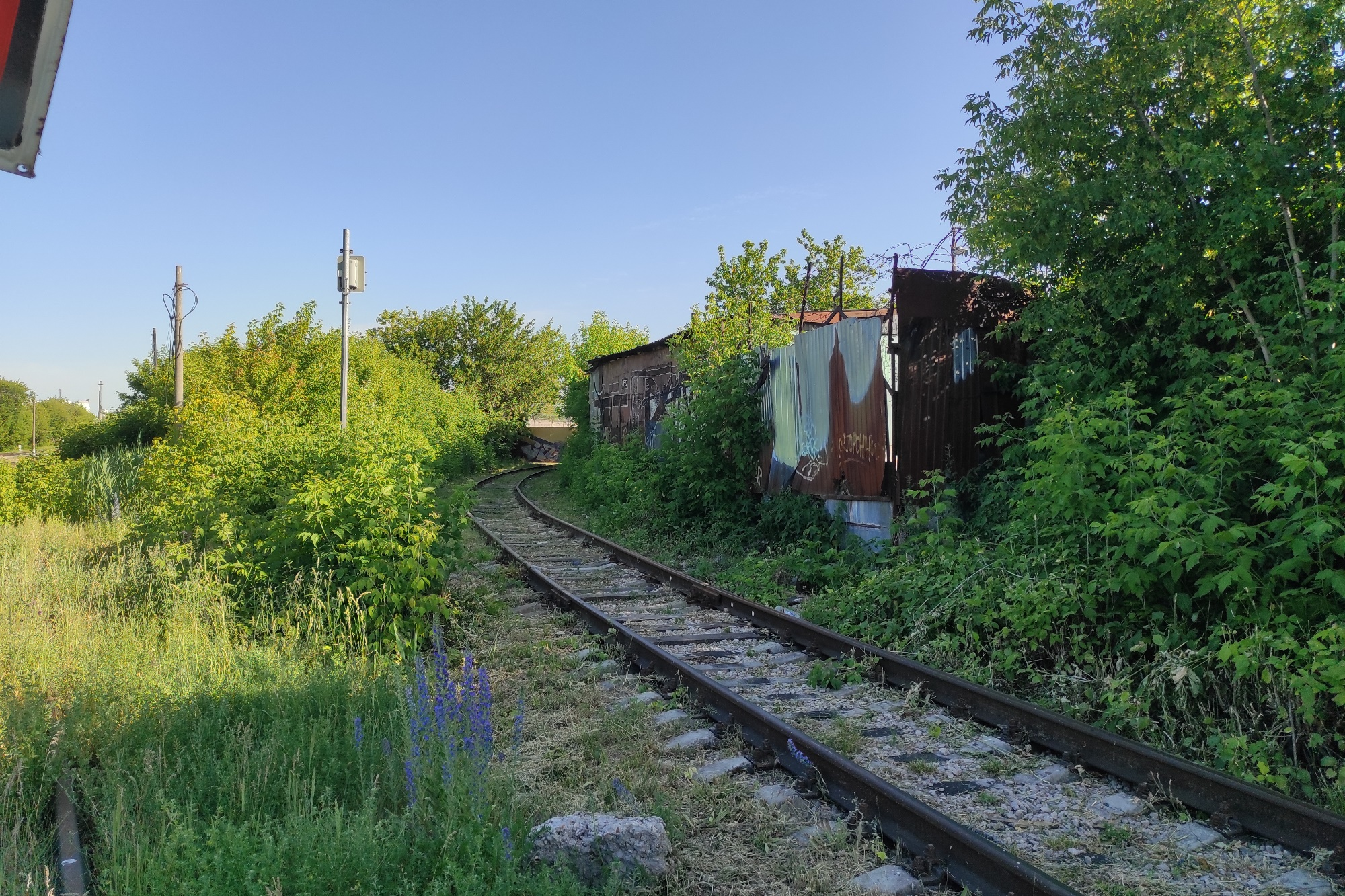
Путь, ведущий в депо Печатники. В конце пути видны ворота, за которыми стоят полувагоны. Июнь 2023 г.

Один из подъездных путей из южной горловины станции идёт в ворота, за которыми находится территория метродепо «Печатники». Это второй действующий в настоящее время гейт между железной дорогой и Московским метрополитеном, первый — между станцией Подмосковная и электродепо «Сокол».

## Назначение
Станция выполняла операции приёма и выдачи грузов повагонными и мелкими отправками, а также грузов в универсальных контейнерах транспорта массой брутто 20 т на подъездных путях. Повагонная отправка осуществляется только на подъездных путях и местах необщего пользования. Перевозка грузов в универсальных контейнерах требует оформления перевозочных документов.
Также станция выполняет перевалку на реку и международный экспорт.
2 мая 2014 года станция закрыта для всей грузовой работы по параграфам 3, 8н, 10н Тарифного руководства № 4. Открыта по знаку «X» (грузовые и пассажирские операции не производятся). Код ЕСР сменён с 199407 на 199411.

## Состояние станции на июль 2023
По состоянию на июль 2023 года:

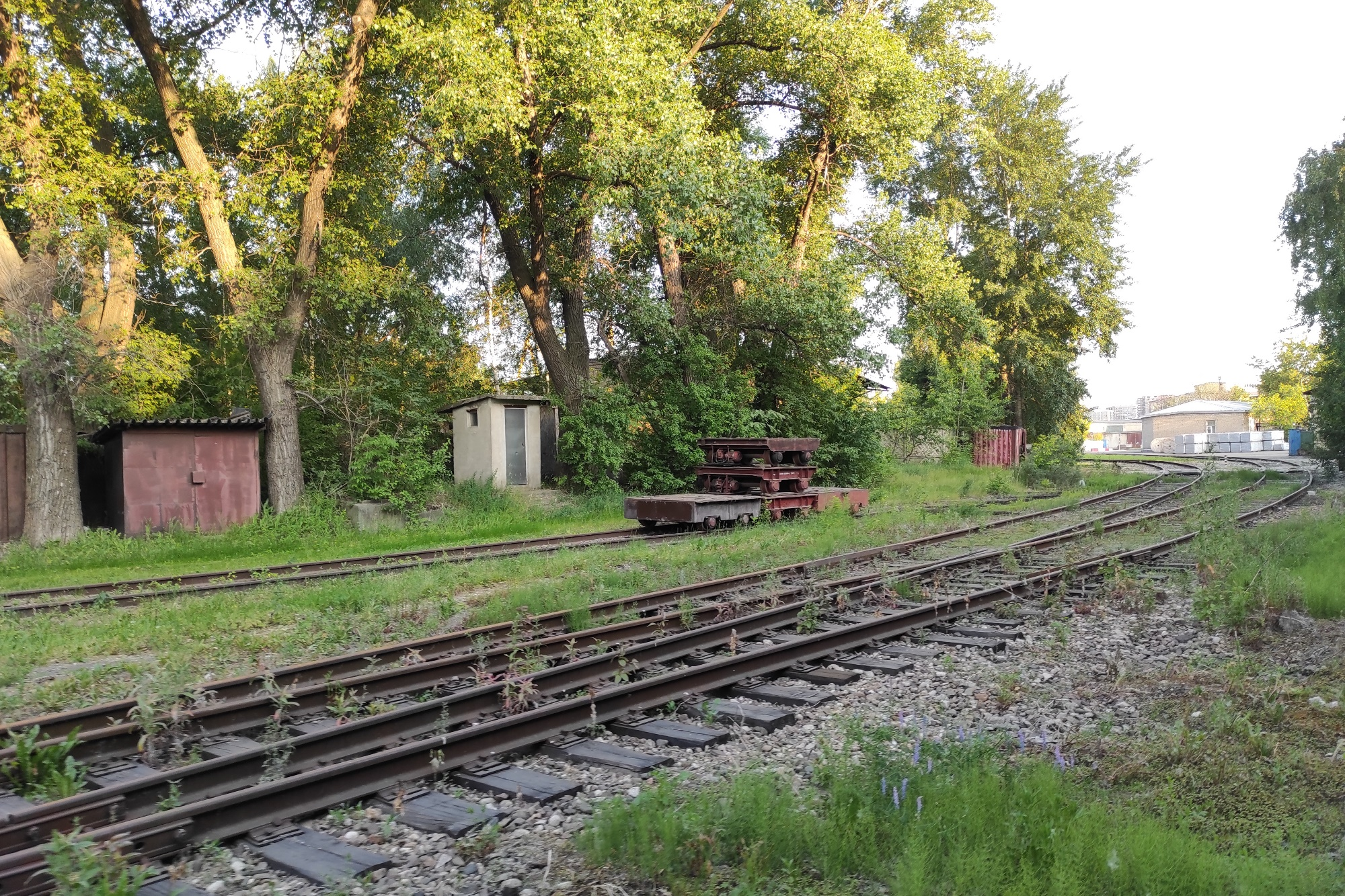
Подъездные пути на территории речного порта (не действуют), июнь 2023 г.

1. Подъездные пути непосредственно в Южный порт не действуют, так как с 21 ноября 2021 года перевалка грузов из судов на железнодорожный транспорт и обратно прекращена.
2. Действует подъездной путь (гейт) в депо Печатники Московского метрополитена
3. На территории бетонного завода осуществляется погрузка металлолома в вагоны
4. Также на соседней территории осуществляется погрузка макулатуры.
5. Станция используется для пропуска транзитных поездов со станции Люблино на станцию Угрешская
6. На станции действуют семь приёмо-отправочных путей, из которых четыре прошли капитальный ремонт с заменой РШР, также действуют пути в южной части станции, куда примыкает депо Печатники, бетонный завод, погрузка макулатуры.
7. Сортировочная горка и парк сортировочной горки не действуют.